# Рурак, Михаил Степанович
Михаил Степанович Рурак (род. 25 сентября 1925, Кустанай, КазАССР) — советский самбист, чемпион и призёр чемпионатов СССР, мастер спорта СССР. Выпускник школы КГБ СССР. Выступал за «Динамо» (Москва). Трижды становился чемпионом СССР.

## Спортивные результаты
- Чемпионат СССР по самбо 1949 года — ;
- Чемпионат СССР по самбо 1950 года — ;
- Чемпионат СССР по самбо 1951 года — ;
- Чемпионат СССР по самбо 1952 года — ;
- Чемпионат СССР по самбо 1954 года — ;
- Чемпионат СССР по самбо 1955 года — ;